# 부하라 인민 소비에트 공화국
부하라 인민 소비에트 공화국(우즈베크어: Бухоро Халқ Совет Республикаси; 타지크어: Ҷумҳурии Халқии Шӯравии Бухоро; 러시아어: Бухарская Народная Советская Республика)은 러시아 혁명 직후 몇 년간 부하라 토후국을 통치한 소련의 짧은 기간이었다. 1924년 부하라 사회주의 소비에트 공화국(러시아어:  Бухарская Социалистическая Советская Республика)으로 개칭되었다. 지역 경계선을 다시 그은 후, 그 영토는 대부분 우즈베크 소비에트 사회주의 공화국에게, 일부는 투르크멘 소비에트 사회주의 공화국에게 할당되었다.

## 역사

1922년 소비에트 중앙아시아

1868년 러시아 제국은 부하라 토후국에게 보호령 지위를 받아들이도록 강요했다. 이후 40년 동안 러시아는 부하라의 영토를 서서히 잠식했지만, 부하라를 합병한 적은 없었다. 그러나 에미르가 외부의 영향을 모두 차단할 수는 없었고, 점차적으로 오스만 제국의 청년 튀르크당, 이슬람 자디드 개혁 운동에서 영감을 받은, 볼셰비키에서 영감을 받은 공산주의에 불만을 품은 청년들 중 일부가 범튀르크주의에 끌리게 되었다. 이러한 다양한 이데올로기는 파이줄라 호자예프가 이끄는 청년 부하라당에서 결합되었다. 청년 부하라당은 보수적인 수니파 이슬람 성직자들이 토후국을 지배하면서 극심한 장애물에 직면했다. 뒤이은 분쟁은 세속적인 젊은 부하라인들과 그들의 볼셰비키 지지자들을 보수적 친에미르 반군인 바스마치 운동에 대항하게 했고, 10년 이상 지속되었다.
1918년 3월, 청년 부하라당 운동가들은 볼셰비키에게 부하라 사람들이 혁명을 준비하고 에미르로부터의 해방을 기다리고 있다고 알렸다. 붉은 군대는 부하라의 문으로 진군하여 에미르가 청년 부하라당에게 도시를 넘겨줄 것을 요구했다. 러시아의 한 소식통은 에미르가 볼셰비키 사절단을 살해하고 볼셰비키 "이교도들"에 대한 지하드를 선동하는 것으로 대응했다고 보고한다.. 부하라와 주변 지역에서 일어난 종교 폭동으로 수천 명의 러시아인들이 죽었고, 많은 청년 부하라당 사람들이 체포되어 처형되었다. 부하라에서 차르조우와 사마르칸트로 가는 주요 철도 및 통신망이 파괴되었다.
그러나 에미르가 얻은 것은 일시적인 휴식일 뿐이었다. 1920년 8월, 투르키스탄 볼셰비키는 부하라 토후국의 청산을 반혁명 세력의 중심으로 주장했다. 1920년 8월 3일 볼셰비키와 청년 부하라당은 공산당에 가입한다는 조건으로 함께 행동하기로 합의했다. 1920년 8월 16일 볼셰비키가 장악한 차르조우에서 열린 제4차 부하라 공산당 총회는 에미르를 전복시키기로 결정했다. 1920년 8월 25일 볼셰비키 러시아 공산당 정치국은 투르키스탄 혁명군사평의회에 부하라 문제에 관한 명령을 승인했다.

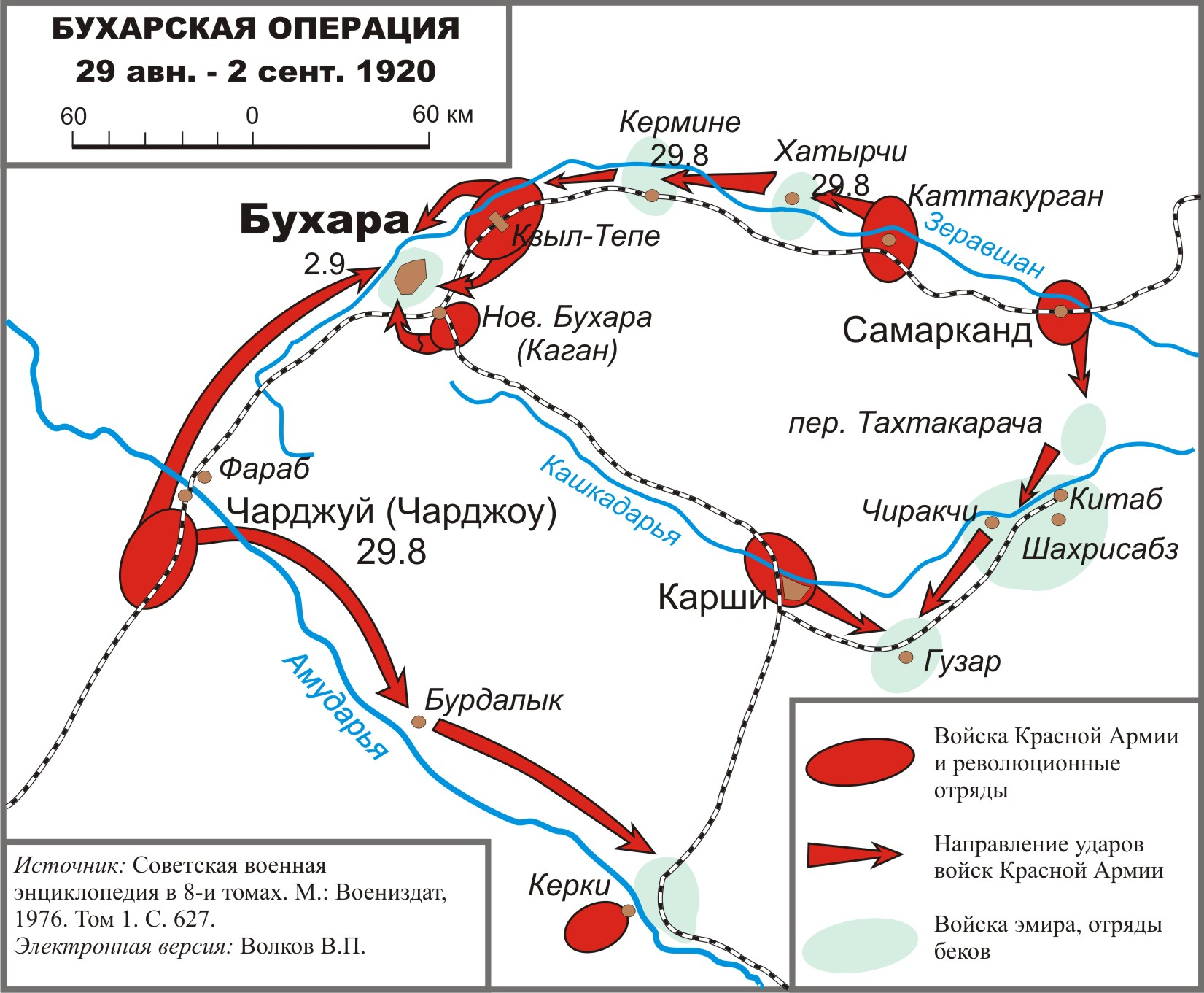
1920년 부하라 군사 작전

1920년 8월 28일, 볼셰비키 장군 미하일 프룬제의 지휘 하에 잘 훈련되고 잘 갖춰진 붉은 군대의 군대가 부하라 시를 공격했다. 1920년 8월 31일, 에미르 알림 칸은 동부 부하라의 두샨베로 도망쳤다(나중에 그는 두샨베에서 아프가니스탄의 카불로 탈출했다). 1920년 9월 2일, 나흘간의 전투 끝에 에미르 성채(방주)가 파괴되었고, 칼리얀 미나렛 꼭대기에서 붉은 깃발이 게양되었다. 1920년 9월 14일, A. 무히트디노프가 이끄는 전부카란 혁명 위원회가 설립되었다. 인민나치르 평의회는 파이줄라 호자예프가 주재했다.
부하라 인민 소비에트 공화국은 1920년 10월 8일 파이줄라 호자예프 통치하에 선포되었다. 소비에트 용어로 공화국은 "프롤레타리아와 소작농의 혁명적-민주적 독재"로, 소비에트 사회주의 공화국으로의 전환 단계였다. 새로운 헌법은 1921년 9월에 채택되었는데, 이는 1918년 러시아 헌법과 달리 토지와 생산 자산의 사적인 소유를 허용하고 비프롤레타리아인들에게 투표권을 부여했다(퇴위된 에미르, 전직 에미르 관리 및 대지주의 친척은 투표할 수 없었지만).
에미르 전복은 보수적인 반공주의 반란인 바스마치 운동의 원동력이었다. 1922년, 공화국 영토의 대부분(동부하라, 대략 히소르에서 서파미르까지)이 바스마치에 의해 통제되었고, 반란을 완전히 진압하는 데 1926년까지 붉은 군대가 걸렸다.
러시아 혁명의 초기 몇 년 동안 레닌은 지역 부르주아 계급의 지원 아래 지역 혁명을 장려하는 정책에 의존했고, 볼셰비키 통치 초기에 공산주의자들은 급진적인 사회와 교육 개혁을 추진하는 데 자디드 개혁주의자들의 도움을 구했다. 인민 공화국이 선포된 지 불과 2주 만에 부하라의 공산당 당원은 14,000명으로 치솟았고, 많은 지역 주민들이 새 정권에 대한 충성심을 증명하기 위해 열심이었다. 소련이 안정되면서 소위 기회주의자와 잠재적 민족주의자들을 숙청할 여유가 생겼다. 1922년에는 회원 자격을 1000명으로 줄였다.
위의 내용은 부하라 인민 소비에트 공화국의 국기에 반영되었으며, 건국 당시 설계된 대로 부하라 토후국의 국기는 물론 오스만 제국과 다른 이슬람 국가의 국기에도 등장했던 전통적인 초승달과 공산주의 낫과 망치를 결합했다. 반대로 1925년 부하라 영토가 분할된 소비에트 공화국의 국기에는 초승달은 제외하고 낫과 망치만 표시되었다.

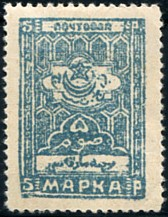
1924년 8월 우표

1924년 9월 19일부터 1924년 2월 17일까지 부하라 소비에트 사회주의 공화국으로 불렸다. 1924년 새로운 국경선이 만들어지자 부하라 소비에트 사회주의 공화국은 새로운 우즈베크 소비에트 사회주의 공화국의 일부가 되었다. 오늘날 부하라 소비에트 사회주의 공화국의 영토는 대부분 우즈베키스탄에 있으며 일부는 타지키스탄과 투르크메니스탄에 있다.
호자예프는 자디드 출신임에도 불구하고 우즈베크 소비에트 사회주의 공화국의 초대 수장이 되었지만, 그는 1930년대에 중앙아시아의 많은 지식인들과 함께 숙청되어 처형되었다.

## 분할의 지리
부하라 인민 소비에트 공화국은 182,193 km2의 면적과 220만 명 이상의 인구를 가지고 있으며, 주로 우즈베크인, 타지크인, 투르크멘인을 포함한다. 1920년부터 1924년까지 부하라 소비에트 사회주의 공화국은 1918년 4월 러시아령 투르키스탄 영토에 세워진 투르키스탄 소비에트 사회주의 자치 공화국(투르키스탄 ASSR) 내의 대규모 거주지였다. 부하라 소비에트 사회주의 공화국은 화레즘 소비에트 사회주의 공화국과 함께 북서쪽에서 남동쪽으로 뻗어있었고, 이 벨트는 오늘날의 투르크메니스탄과 북동쪽의 훨씬 큰 지역(부하라 사회주의 공화국에 포함된 아무다리야 남쪽 둑을 따라 있는 좁은 스트립은 제외), 오늘날의 우즈베키스탄, 타지키스탄, 키르기스스탄, 카자흐스탄의 지역들에 해당하는 두 부분으로 갈라졌다. 부하라 소비에트 사회주의 공화국의 남쪽 경계는 아무다리야강 남쪽 둑을 따라 테르메스까지 북서쪽에서 남동쪽으로 뻗어 있었고, 판즈를 따라 서파미르주까지 뻗어 있었다. 북동쪽으로는 사마르칸트주, 동쪽으로는 페르가나주, 남쪽으로는 서파미르주와 접한다. 중화인민공화국의 북쪽 국경은 서쪽의 히바에 가까웠고, 현재의 우즈베키스탄의 카라칼파크스탄과 나보이주에 닿았다. 인민 공화국은 부하라 토후국처럼 부하라와 카르시를 포함한 서부하라와 히소르에서 서파미르주까지 대략 동부하라로 나뉘었다. 1924년 중앙아시아의 국가 구분 과정에서 서부하라가 새로 만들어진 우즈베키스탄 소비에트 사회주의 공화국(투르크멘 소비에트 사회주의 공화국으로 넘어간 차르조우와 함께 아무다리야강의 남쪽 둑을 제외하고)에 포함되었고, 동부하라가 히소르에서 서파미르주로 넘어오면서 타지크 소비에트 사회주의 자치 공화국에 할양되었다. 1929년 말 타지크 소비에트 사회주의 공화국의 일부가 되었다.

## 같이 보기
- 트란스옥시아나
- 부하라 토후국
- 화레즘 소비에트 사회주의 공화국